# Diogo Dias
Diogo Dias, også kendt som Diogo Gomes, var en portugisisk opdagelsesrejsende. Han udforskede dele af Kap Verde sammen med António Noli. Han var kaptajn på en af bådene til Pedro Álvares Cabral da de opdagede Brasilien. 
På St. Lavransdagen 10. august 1500 opdagede han en ø som han opkaldte efter St. Lavrans, øen er i dag kendt som Madagaskar.